# کوشک فشاپویه
کوشک فشاپویه، روستایی از توابع بخش فشاپویه شهرستان ری در استان تهران ایران است.

## جمعیت
این روستا در دهستان کلین قرار دارد و براساس سرشماری مرکز آمار ایران در سال ۱۳۸۵، جمعیت آن ۲۹ نفر (۵خانوار) بوده‌است.